# 박태건 (육상 선수)

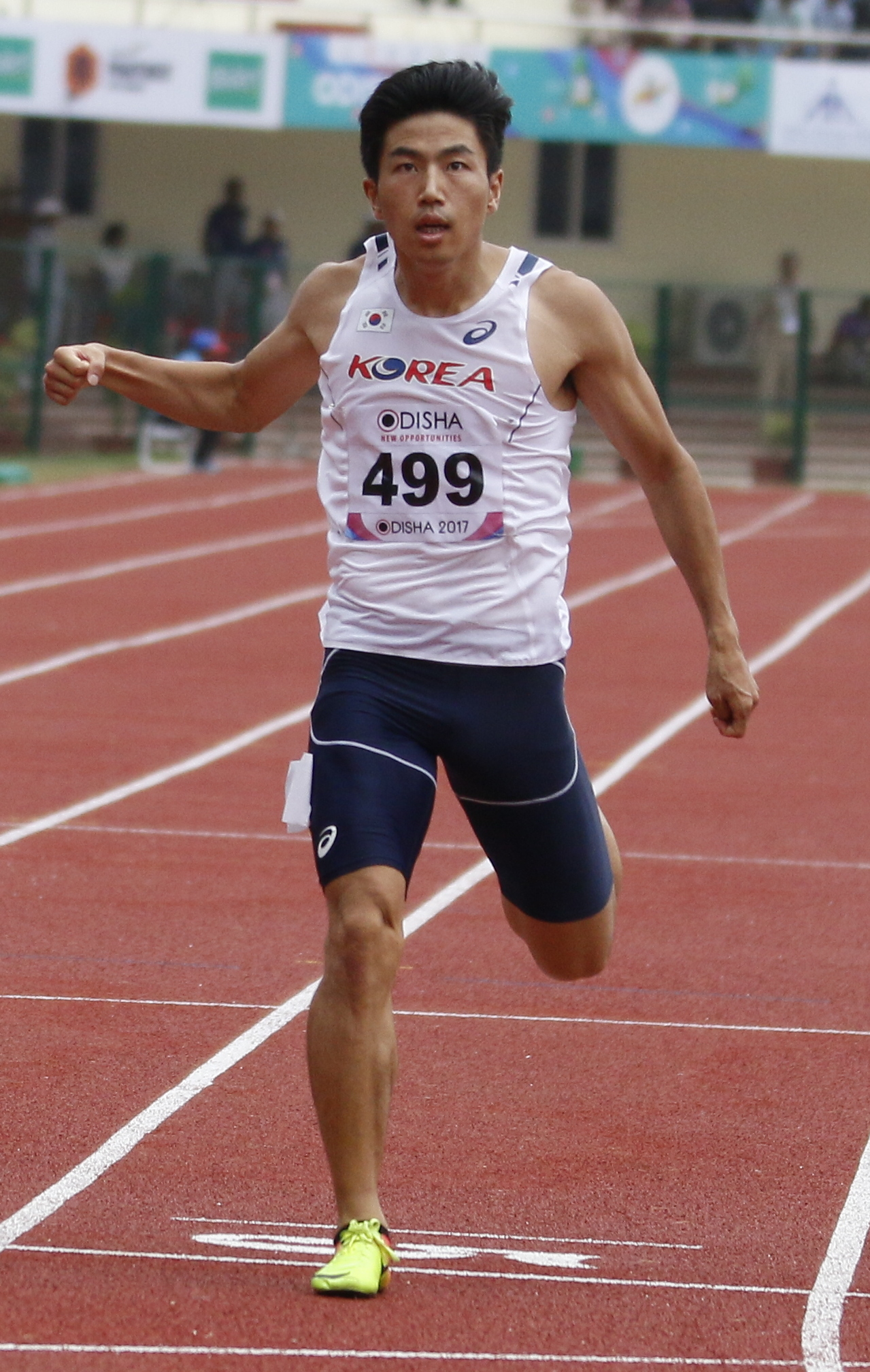

박태건 (Park Tae-geon, 1991년 5월 8일 ~ )은 400미터 달리기를 전문으로하는 한국 선수이다. 2011 세계 선수권 대회 국가대표였다.

## 개인 최고
- 200 미터 – 20.40 (+0.3   m / s) (정선 2018)
- 400 미터 – 45.63 (대구 2010)

## 참고 문헌
1. ↑  (영어) 박태건 - 국제 육상 경기 연맹